# Де Йонг, Андре
Андре де Йонг (англ. Andre de Jong; 2 ноября 1996, Окленд, Новая Зеландия) — новозеландский футболист, нападающий южноафриканского клуба «Амазулу» и сборной Новой Зеландии.

## Биография

### Клубная карьера
Профессиональную карьеру начинал в чемпионате Новой Зеландии, в оклендском клубе «Уондерерс», где провёл два сезона. В дальнейшем, начиная с сезона 2015/16, де Йонг выступал поочерёдно в Новой Зеландии и Австралии. В зимний период он был игроком новозеландских команд «Кентербери Юнайтед» и «Истерн Сабербз», а летом 2016, 2017 и 2018 годов выступал за клуб низших лиг Австралии «Хакоах Сидней Сити Ист». Летом 2019 года он также выступал в Австралии, за команду «АПИА Лейхгардт», но по ходу сезона подписал контракт с южноафриканским клубом «Амазулу». 3 августа того же года дебютировал в чемпионате ЮАР, появившись в стартовом составе на матч 1-го тура против «Бидвест Витс».

### Карьера в сборной
В апреле 2013 года в составе сборной до 17 лет стал победителем юношеского Кубка наций ОФК, на котором сыграл в четырёх матчах. Летом того же года отправился со сборной на чемпионат мира до 17 лет, где сыграл во всех трёх матчах группового этапа, однако занял с командой последнее место, не набрав ни одного очка. В 2015 году де Йонг вошёл в состав молодёжной сборной на Чемпионат мира среди молодёжных команд, где сыграл в одном матче группового этапа и в матче 1/8 финала против сборной Португалии (1:2), оба раза появившись на замену.
За основную сборную Новой Зеландии дебютировал 24 марта 2018 года в товарищеском матче со сборной Канады, в котором появился на замену на 59-й минуте вместо Майкла Макглинчи.

## Достижения
сборная Новой Зеландии U-17
- Победитель Кубка наций ОФК (до 17 лет): 2013

«Истерн Сабербз»
- Чемпион Новой Зеландии: 2018/19